# BB 4700
Les BB 4700 sont une série d'anciennes locomotives électriques de la Compagnie du Midi, intégrées aux effectifs de la SNCF à la nationalisation de 1938. Elles sont très proches des BB 4200 et ont d'ailleurs fait l'objet de modifications croisées entre les deux séries.
Elles constituent la troisième génération de BB Midi.

## Machine conservée (2013)
- BB 4732 chez Alsthom à Tarbes (Hautes-Pyrénées)
- BB 4736 au Musée La magie du rail à Tarascon-sur-Ariège (Ariège)
- BB 4769 ex BB 4701 : en réserve pour la Cité du train à Vitry-sur-Seine puis sous la rotonde de Mohon

## Dépôts titulaires

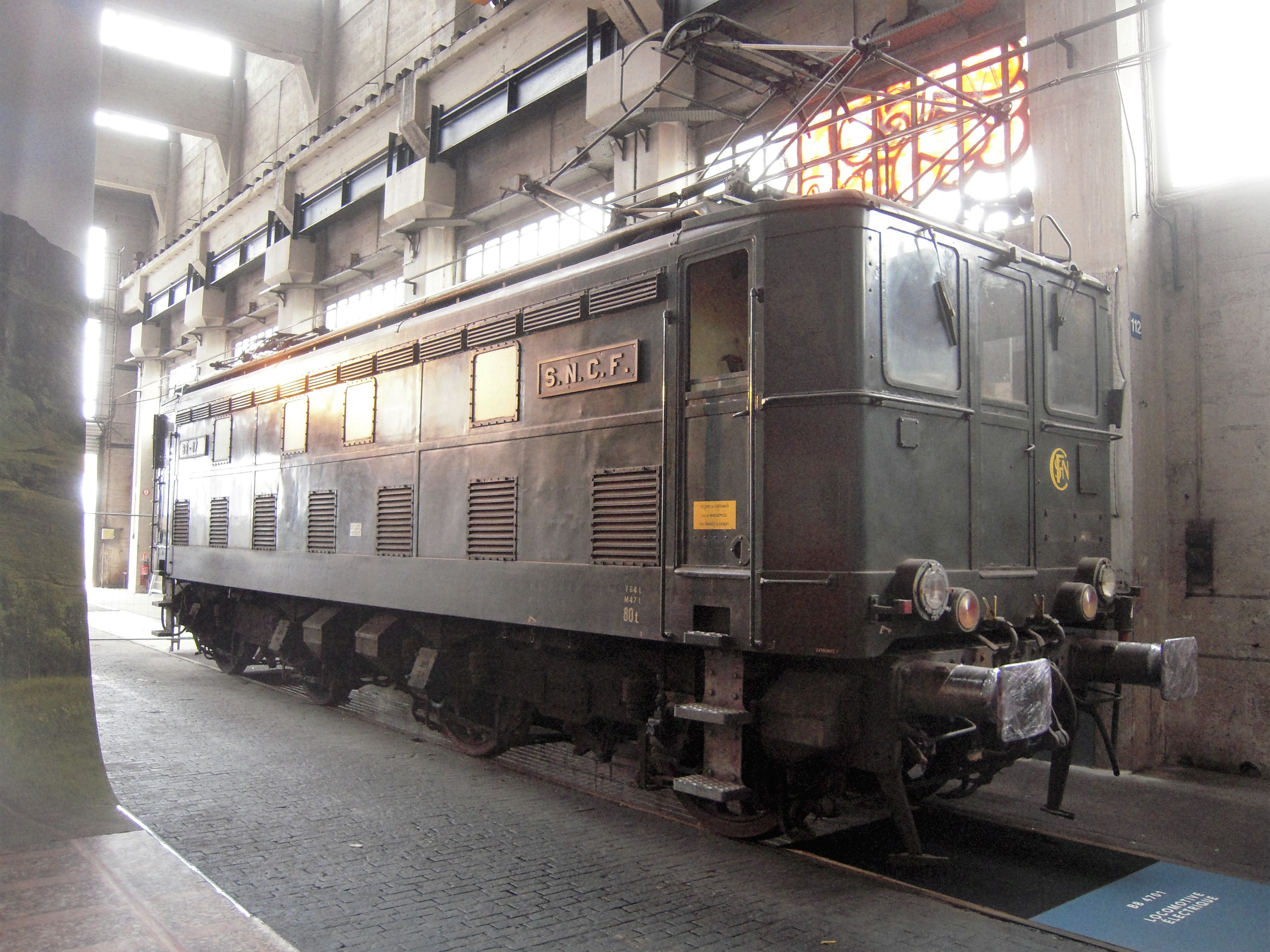
Vue latérale de la BB 4769

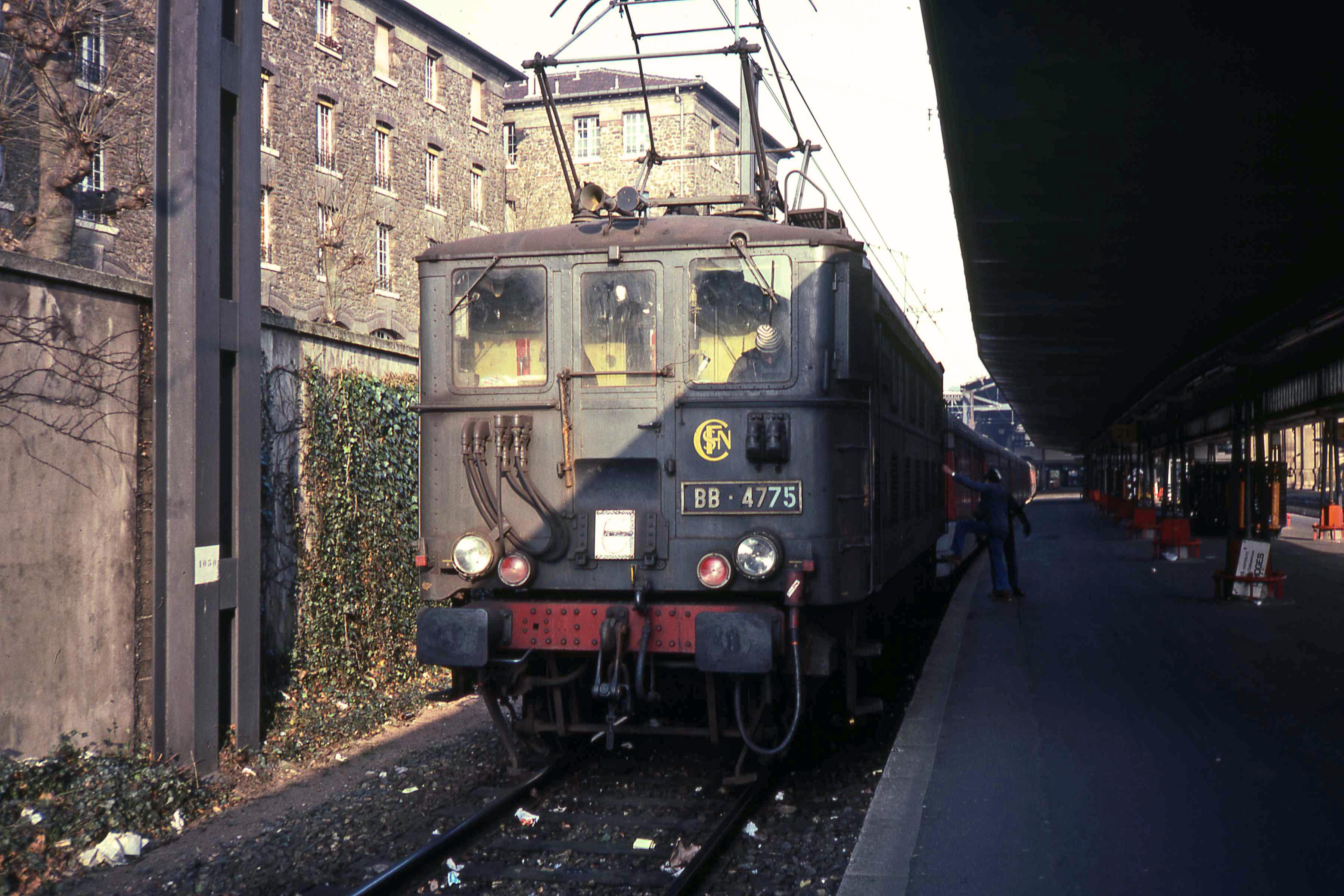
La BB 4775 affectée aux manœuvres en gare de Paris-Austerlitz

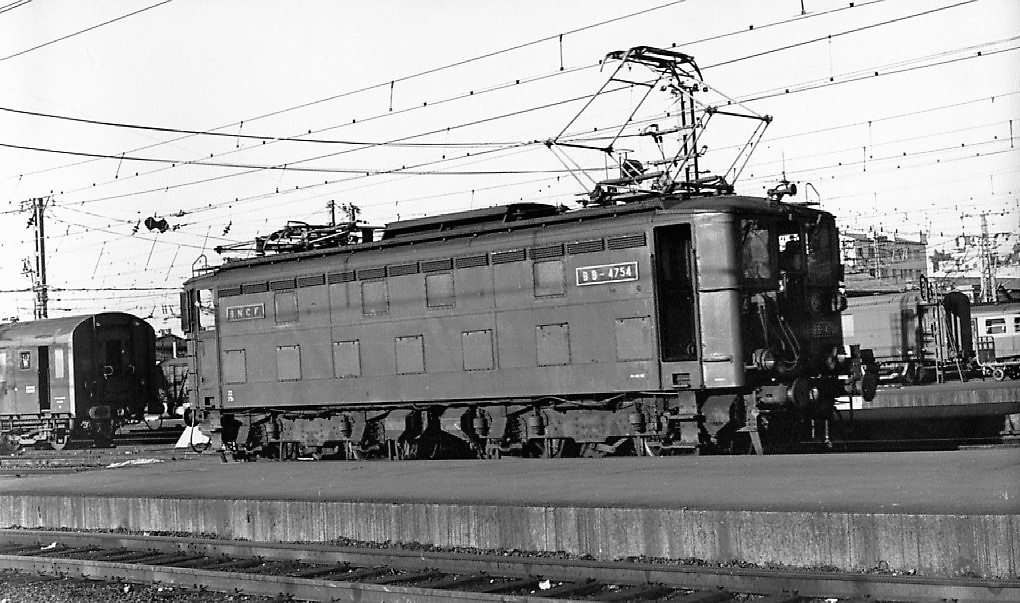
BB 4754 à Toulouse en septembre 1978

## Modélisme
Les BB 4700 (tout comme les BB 4200) ont été reproduites en HO par l'artisan Amf87 sous forme de transkit en résine à monter sur une locomotive Roco type BB 4100/4600 ou BB 900. Elles ont également été reproduites par Piko sous forme de modèle prêt à rouler à l'échelle H0.